# خلیلی
خلیلی یک نام خانوادگی‌ست. افراد شاخص با این نام از این قرارند:
- محسن خلیلی ؛ بازیکن فوتبال اهل ایران
- خلیل‌الله خلیلی ؛ شاعر فارسی‌گوی معاصر افغان است
- سروش خلیلی ؛ هنرپیشه ایرانی تئاتر ، سینما و تلویزیون
- میرزا حسین خلیلی تهرانی؛ مجتهد و مرجع تقلید شیعه و از رهبران مشروطه
- عباس خلیلی ؛عباس خلیلی، شاعر ، نویسنده ، مدیر روزنامه اقدام. نوهٔ حاج ملا علی خلیلی تهرانی ، پدر سیمین بهبهانی
- سیمین خلیلی مشهور به سیمین بهبهانی ؛ شاعر معاصر و فرزند عباس خلیلی و نواده ملا علی خلیلی تهرانی
- کریم خلیلی؛ رهبر حزب وحدت اسلامی افغانستان
- امید خلیلی ؛ مجری شبکه من و تو۱ مشهور به  طغرل
- ماه‌چهره خلیلی ؛ بازیگر اهل ایران
- آرام خلیلی ؛ فوتبالیست ایرانی تبار و بازیکن تیم براین نروژ
- مهدیار خلیلی: دوچرخه سوار رده نوجوانان
- و رتبه های سمپاد و تیزهوشان زیادی دارد و نوجوان نخبه کشور.
- مهدی خلیلی: معاون امور مالی جهاد کشاورزی  خراسان رضوی ۲فرزند به نام مهدیار و محمدرضا دارد که یکی از انها نخبه نوجوان ایرانی است و اسم ان مهدیار خلیلی است
- نادر خلیلی ؛ معمار ایرانی مقیم آمریکا
- احمد خلیلی ؛ نقاش قهوه‌خانه‌ای
- محمد خلیلی؛نویسنده و عضو کانون نویسندگان ایران
- فریدون عموزاده خلیلی ؛ نویسنده ادبیات کودک و نوجوان و روزنامه‌نگار ایرانی
- یدالله خلیلی ؛ یکی از خلبانان هواپیمای اف-۱۴ تام‌کت در نیروی هوایی ایران